# この胸おいで…
「この胸おいで…」（このむねおいで…）は、1999年10月・11月に、NHKの音楽番組『みんなのうた』で放送された楽曲。作詞・作曲：吉幾三、編曲：萩田光雄、歌：サンドイッチ（大仁田厚、中島啓江、田中昌之）。

## 概要
子供の口には出せない愛情を1番は母親に、2番は父親に対して演歌調に歌っている。前奏・間奏は田中、1番は中島、2番は大仁田がそれぞれソロで歌うパートがある。
1998年、プロレスラーの大仁田厚と元クリスタルキングのボーカル田中昌之が旅番組「走れ!ガリバーくん」（関西テレビ）での共演をきっかけに意気投合、大仁田の友人である中島啓江も加わってグループ「サンドイッチ」を結成した。NHKはこの動きに注目、『みんなのうた』用に吉幾三が作った本楽曲がデビュー曲として提供された。ユニット名のサンドイッチは「サウンドが一致する」「デカいふたりが細い田中をサンドする」が由来。
『みんなのうた』では、5分間1曲枠で放送された。映像は劇団影ぼうしの影絵に片桐飛鳥の写真の合成映像。中島啓江は「ユーレイなんだぜ」以来9年ぶり、吉幾三は「勇気を出して」以来12年ぶり、大仁田厚と田中昌之は現在のところ唯一の『みんなのうた』出演。